# Scintilla eburnea
Scintilla eburnea is een tweekleppigensoort uit de familie van de Galeommatidae. De wetenschappelijke naam van de soort is voor het eerst geldig gepubliceerd in 1876 door Mörch.